# 최승민 (1974년)
최승민(崔承珉, 1974년 3월 21일 ~ )은 전 KBO 리그 쌍방울 레이더스의 선수였다.

## 출신 학교
- 배재고등학교